# Экономические последствия изменения климата
В этой статье описаны экономические последствия изменения климата. С учетом специфики методов экономического прогнозирования оценки результатов глобального потепления в течение 21-го века сильно различались. Многие анализы, например, Stern Review, представленный в Британском Правительстве, прогнозировали сокращение на несколько процентов мирового валового внутреннего продукта из-за расходов, связанных с изменением климата, таких как устранение последствий экстремальных погодных явлений, обеспечение функционирования в низменных районах в связи с повышение уровня воды в океане. В других исследованиях экономистов о последствиях изменения климата, когда оцениваются все аспекты данного вопроса, представлены как схожие, так и противоположные результаты, хотя вопрос по-прежнему обсуждается.

## Распределение воздействий
Воздействие изменения климата может быть измерено как экономическая стоимость (Смит и соавт., 2001:936-941). Это особенно хорошо подходит для рыночных воздействий, то есть воздействий, которые связаны с рыночными сделками и напрямую влияют на ВВП. Денежные меры нерыночных воздействий, например воздействия изменение климата на здоровье человека и экосистемы, сложнее рассчитать. Другие трудности с оценкой воздействия приведены ниже:
- Разрывы в знаниях: расчет влияния распределения требует подробных географических знаний, но они являются основным источником неопределенности в климатических моделях.
- Уязвимость: по сравнению с развитыми странами существует ограниченное понимание потенциальных последствий изменения климата в развивающихся странах.
- Адаптация: будущий уровень адаптационного потенциала в людских и естественных системах для изменения климата повлияет на то, как изменение климата повлияет на общество. Оценки могут недооценивать или переоценивать адаптивную способность, что приводит к недооценке или завышению положительных или отрицательных последствий.
- Социально-экономические тенденции: будущие прогнозы развития влияют на оценки будущих воздействий изменения климата, а в некоторых случаях различные оценки тенденций развития приводят к отмене прогнозируемого положительного воздействия на прогнозируемое отрицательное воздействие (и наоборот).

В литературной оценке Смита и соавт.  (2001:957-958) приведено следующее:
- изменение климата приведет к увеличению неравенства доходов между странами и внутри стран.
- небольшое увеличение глобальной средней температуры (до 2 °C, измеренное по сравнению с уровнями 1990 года) приведет к отрицательному негативному влиянию на рыночный сектор во многих развивающихся странах и положительному влиянию на рыночный сектор во многих развитых странах.

С высокой степенью уверенности было предсказано, что при высоком изменении средней температуры (более чем на 3 °C) негативные последствия будут усугубляться, а чистые положительные воздействия начнут снижаться и в конечном итоге станут отрицательными.

### Нерыночные воздействия
Смит и соавт.  (2001:942) прогнозируют, что изменение климата приведет в результате к нерыночным воздействиям. Большинство воздействией являются отрицательными. Анализируя литературу, Смит и соавт.  (2001) предположили, что изменение климата вызовет значительное негативное воздействие на здоровье людей в развивающихся странах. Смит и соавт.  (2001) отметили, что лишь некоторые из исследований должным образом учитываю адаптацию к изменению климата. Конфалоньери и соавт.  (2007:415) обнаружили, что в исследованиях, которые включали воздействие на здоровье человека, эти последствия вносят существенный вклад в общие издержки изменения климата.

### Секторы рынка

#### Сельское хозяйство
В зависимости от исходных предположений, исследований экономического воздействия на удвоение в атмосфере углекислого газа (со2), по сравнению с доиндустриальным уровнем, позволяет заключить, что это оказало бы от немного негативного до умеренно позитивного совокупного эффекта. Этот совокупный эффект скрывает существенные региональные различия, преимущества которых по большей части прогнозируется в развитых странах и резко негативные последствия для населения, слабо связанных с региональной и глобальной торговой системой.

#### Другие секторы
Ряд других отраслей будут затронуты изменением климата, включая животноводство, лесное хозяйство и рыболовство. Другие секторы, чувствительные к изменению климата, включают энергетику, страхование, туризм. Совокупное влияние изменения климата на большинстве из этих отраслей являются весьма неопределенными (Шнайдер и соавт., 2007:790).

### Регионы
- Африка: в Африке прибрежные территории являются экономически значимыми. Дезанкер и соавт.  (2001:490) пришли к выводу, что изменение климата приведет к повышению уровня моря, береговой эрозии, и затоплениям. Дезанкер и соавт.  (2001) предсказали, что эти изменения окажут значительное влияние на общины африканских стран[5].
- Прибрежные территории: Николлс с соавт.  (2007:338-339) пришли к выводу, что социально-экономические последствия изменения климата в прибрежных и низменных районах будут крайне неблагоприятными[6]. Некоторые преимущества, однако, были отмечены, например, открытие новых океанских путей из-за сокращения морского льда. По сравнению с развитыми странами, расходы на охрану, связанные с прогнозируемым повышением уровня моря, оказались выше для развивающихся стран.
- Полярные регионы: Анисимов и соавт.  (2001:804) рассмотрели литературу по воздействию изменения климата в полярных регионах[7]. С очень высокой достоверностью, они пришли к выводу, что влияние изменения климата на инфраструктуру повысит экономические издержки. Новые возможности для торговли и судоходства через Северный Ледовитый океан, снижение эксплуатационных расходов для нефтяной и газовой промышленности, снижение расходов на отопление могут принести экономические выгоды.
- Малые острова: Мимура и соавт.  (2007:689) пришли к выводу, с высокой степенью уверенности, что на малых островах воздействие изменение климата на туризм будет, по большей части, отрицательным[8]. На многих таких островах, туризм вносит существенный вклад в ВВП и занятость.

### Другие системы и секторы
- Ресурсы пресной воды: в этом секторе, издержки и выгоды изменения климата могут принимать различные формы, денежных издержки и выгоды, изменение экосистем и антропогенные воздействия, например, потери видов животных. Кундцевич и соавт.  (2007:191) обнаружили, что лишь некоторые из этих затрат были оценены в денежном выражении[9]. В отношении водоснабжения, они прогнозировали, что издержки будут превышать выгоды. Прогнозируемые расходы включены в потенциальную потребность в инфраструктурных инвестициях для защиты от наводнений и засух.
- Промышленность, поселения и общество:
  - Уилбенкс и соавт.  (2007:377) утверждают, с большой уверенностью, что экономический ущерб от экстремальных погодных явлений, в крупных национальных или крупных региональных масштабах, вряд ли превышает несколько процентов от общей экономики в этот год, за исключением возможных резких изменений[10]. В небольших населенных пунктах, особенно в развивающихся странах, было подсчитано с высокой степенью достоверности, что, в крайнем случае, в краткосрочной перспективе ущерб может составить более 25 % ВВП.
  - Инфраструктура: по данным Тол (2008), дороги, взлетно-посадочные полосы, железнодорожные пути и трубопроводы, (в том числе нефтепроводы, канализация, водопроводы и т. д.) может потребоваться увеличение интенсивности технического обслуживания и частоты обновления, так как они становятся предметом большого разброса температур и подвергаются воздействию, для которого они не предназначены[11].

## Совокупное воздействие

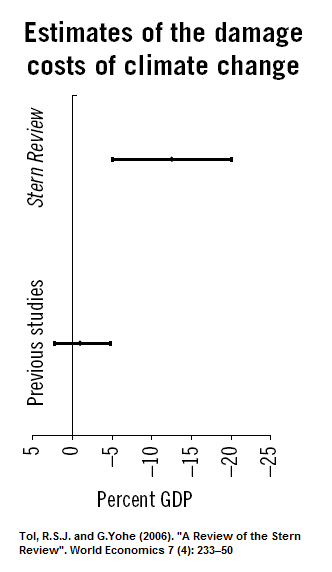
График показывает доверительные интервалы издержек изменения климата, выраженных в % от ВВП, из различных мета-анализов исследователей, а также Stern Review.

Суммирование воздействий дает общее воздействие изменения климата в различных секторах и/или регионов (ipcc, 2007 года:76). В нахождении совокупного воздействия есть ряд сложностей, таких как оценка способности общества к адаптации к изменению климата и оценки того, каково будет экономическое и социальное развитие (Смит и соавт., 2001:941). Также исследователю необходимо делать субъективные оценки о последствиях, возникающих в различных отраслях экономики, в разных регионах и в разное время.
Смит и соавт.  (2001) проанализировали литературу о совокупных последствиях изменения климата. Со средней уверенностью, они пришли к выводу, что небольшое повышение глобальной средней температуры (до 2 °С, по сравнению с уровнем 1990 года) может привести как к ухудшению, так и к улучшению рыночной конъюктуры в несколько процентов мирового ВВП. Смит и соавт.  (2001) также обнаружили, что для малых и средних (2-3 °с) повышений глобальной средней температуры, некоторые исследователи прогнозировали небольшое положительное влияние на конъюнктура рынка. Большинство исследований, которые они рассматривали, прогнозировали ухудшение конъюнктуры при повышении глобальной средней температуры.
С низкой уверенностью, Смита и соавт.  (2001) пришли к выводу, что нерыночные последствия изменения климата будут отрицательными. Смит и соавт.  (2001:942) решили, что в исследованиях, возможно, занижались истинные расходы, связанные с изменением климата, например, неправильная оценка последствий экстремальных погодных явлений. Было высказано предположение, что некоторые из положительных последствий изменения климата были упущены из виду, и что адаптационный потенциал недооценивается.
В исследованиях, которые рассматривал Шнайдер и соавт.  (2007:790) говорится, что валовый мировой продукт может увеличиться при потеплении на 1-3° (относительно температуры в период 1990—2000 годов), во многом благодаря оказываемым преимуществам на аграрный сектор. По мнению Шнайдера и соавт.  (2007), эти оценки носят низкий уровень доверия. Штерн (2007) оценил воздействия изменения климата с помощью премии за риск (Йохе и соавт., 2007:821). Он нашел, что изменение климата может привести к сокращению благосостояния, эффект которого эквивалентен падению мирового душевого потребления на 5 %.

### Предельные воздействия
Для оценки воздействия изменения климата используется показатель, который определяется как добавочные (или маржинальные) общественные издержки выброса одной тонны углерода (углекислого газа) в атмосферу в момент времени (Йохе и соавт., 2007:821). Различные парниковые газы имеют разные общественные издержки.
Оценки этих общественных издержек являются весьма неопределенными и меняются в широком диапазоне (Кляйн и соавт., 2007:756). Расхождения в оценках могут быть разбиты на нормативные и эмпирические параметры (Фишер и соавт., 2007:232). Основные нормативные параметры включают в себя совокупность воздействий во времени и по регионам. Остальные параметры относятся к эмпирической действительности оценок. Это отражает низкое качество данных, на которых они основываются, и трудность в прогнозировании того, как общество будет реагировать на изменения климата в будущем. Кляйн и соавт. (2007:757) проявляют низкую уверенность в достоверности этих оценкок.

### Анализ чувствительности
Анализ чувствительности позволяет изменять некоторые предположения в совокупном анализе, чтобы увидеть, какой эффект это оказывает на результаты (Смит и соавт., 2001:943):
- Форма функции «ущерба»: это касается воздействия на изменения в атмосфере концентрации парниковых газов. Существует мало информации о правильной форме (например, линейная она или кубическая) этой функции. По сравнению с линейной функцией, кубическая функция показывает относительно небольшой ущерб для небольшого увеличения температуры, но более резко увеличиваются степень повреждений при большем изменении.
- Темпы изменения климата: это считается важным фактором, определяющим воздействие, поскольку это влияет на время для адаптации.
- Ставка дисконтирования и временной горизонт: модели, используемые в исследованиях показывают, что наиболее серьезные последствия изменения климата будут происходить в будущем. По оценкам, воздействие чувствительно к временному горизонту и ставке дисконтирования.
- Критерий благосостояния: совокупный анализ является особенно чувствительным для взвешивания последствий, происходящих в разных регионах и в разное время. Исследования Фанкхаузер и соавт.  (1997) и Азар (1999) обнаружили, что большая обеспокоенность по поводу распространения воздействий приводит к более тяжелым прогнозам совокупных последствий.
- Неопределенность как правило, оценивали с помощью анализа чувствительности, но также может рассматриваться как проблема хеджирования.

### Преимущества и недостатки
Существует ряд преимуществ использования агрегированных оценок для измерения воздействий изменения климата (Смит и соавт., 2001:954). Они позволяют непосредственно сравнивать воздействие между разными регионов и в разные временные периоды. Последствия могут быть сравнены с другими экологическими проблемами, а также быть сопоставлены с расходами на устранение этих последствий. Проблема совокупного анализа заключается в том, что они часто преуменьшают различные виды воздействия на небольшое количество показателей. Можно утверждать, что некоторые последствия, не очень хорошо подходит для этого, например. С другой стороны, Пирс (2003:364) утверждает, что там, где есть денежные затраты для избежания последствий, невозможно избежать денежной оценки результатов этих последствий.

## Относительное воздействие
Последствия изменения климата могут быть сравнены с другими воздействия на человеческое общество и окружающую среду. Будущее социально-экономическое развитие может сильно повлиять на последствия изменения климата.
Некоторые экосистемы будут особенно затронуты изменением климата (например, коралловые рифы).. В долгосрочной перспективе (после 2050 г.), изменение климата может стать основным фактором потери биоразнообразия в глобальном масштабе.
Социально-экономические последствия изменения климата, вероятно, будет сильнее в общинах, которые подвержены другим неблагоприятным факторам. Например, бедные общин более уязвимы для экстремальных погодных явлений, и, скорее всего, они сильнее будут затронуты изменением климата. В целом другие изменения (например, демографические и технологические), вероятно, имеют большее влияние на человеческое общество, чем изменение климата. С другой стороны, крупные последствия могут произойти в связи с резкими изменениями в природной и социальной системе.
Еще один нюанс заключается в том, как чувствительность к изменению климата варьируется в зависимости от масштаба. В локальном масштабе, экстремальные погодные явления могут иметь значительное влияние, особенно в уязвимых этому влиянию местах. Еще одно потенциально значительное влияние имеет долгосрочный эффект от повышения уровня моря на низколежащие прибрежные районы.